# Prințul Joachim al Danemarcei
Prințul Joachim al Danemarcei, Conte de Monpezat (n. 7 iunie 1969) este un membru al familiei regale daneze. Este fiul cel mic al reginei Margareta a II-a și al Prințului Consort, Henrik.
Joachim este al cincilea în ordinea succesiunii la tronul Danemarcei după cei patru copii ai fratelui său, regele Frederic al X-lea al Danemarcei.

## Copilărie și educație
Prințul Joachim s-a născut și a crescut la Copenhaga. În primii doi ani de școală a fost educat în particular, dar începând din 1976 a studiat la o școală din Copenhaga. În perioada 1982-1983 a fost într-un schimb de experiență la o școală din Normandia. A terminat liceul în 1986, după care și-a început serviciul militar, devenind de-a lungul anilor sergent, locotenent, căpitan și apoi maior în rezervă. Între 1991 și 1993 a făcut studii superioare în domeniul economiei agrare.
Pe lângă limba sa maternă (daneza), prințul vorbește fluent franceza, engleza și germana.

## Familie

### Prima căsătorie
La 18 noiembrie 1995, prințul Joachim s-a căsătorit cu Alexandra Christina Manley (n. 1964), în prezent contesă de Frederiksborg, o directoare de marketing de origine engleză, chineză, cehă și austriacă. Au avut doi copii:
- Prințul Nikolai William Alexander Frederik (n. 28. august 1999)
- Prințul Felix Henrik Valdemar Christian (n. 22. iulie 2002)

În 2004, Joachim și Alexandra s-au despărțit, divorțul fiind finalizat pe 8 aprilie 2005. Cei doi au custodie comună asupra copiilor lor.

### A doua căsătorie
La 24 mai 2008, prințul Joachim s-a căsătorit cu Marie Cavallier (n. 1976), în prezent Prințesa Marie a Danemarcei, o franțuzoaică ce lucra în domeniul publicității. Împreună au doi copii:
- Prințul Henrik Carl Joachim Alain (n. 4 mai 2009)
- Prințesa Athena Marguerite Françoise Marie (n. 24 ianuarie 2012)